# 迪尔克·斯蒂克
迪尔克·尤普科·斯蒂克（荷蘭語：Dirk Uipko Stikker，1897年2月5日—1979年12月23日），自由民主人民黨，是荷兰政治家、外交家。曾担任荷兰驻英国大使、北大西洋公约组织秘书长、荷兰外交大臣。